# Palazzo Galatti

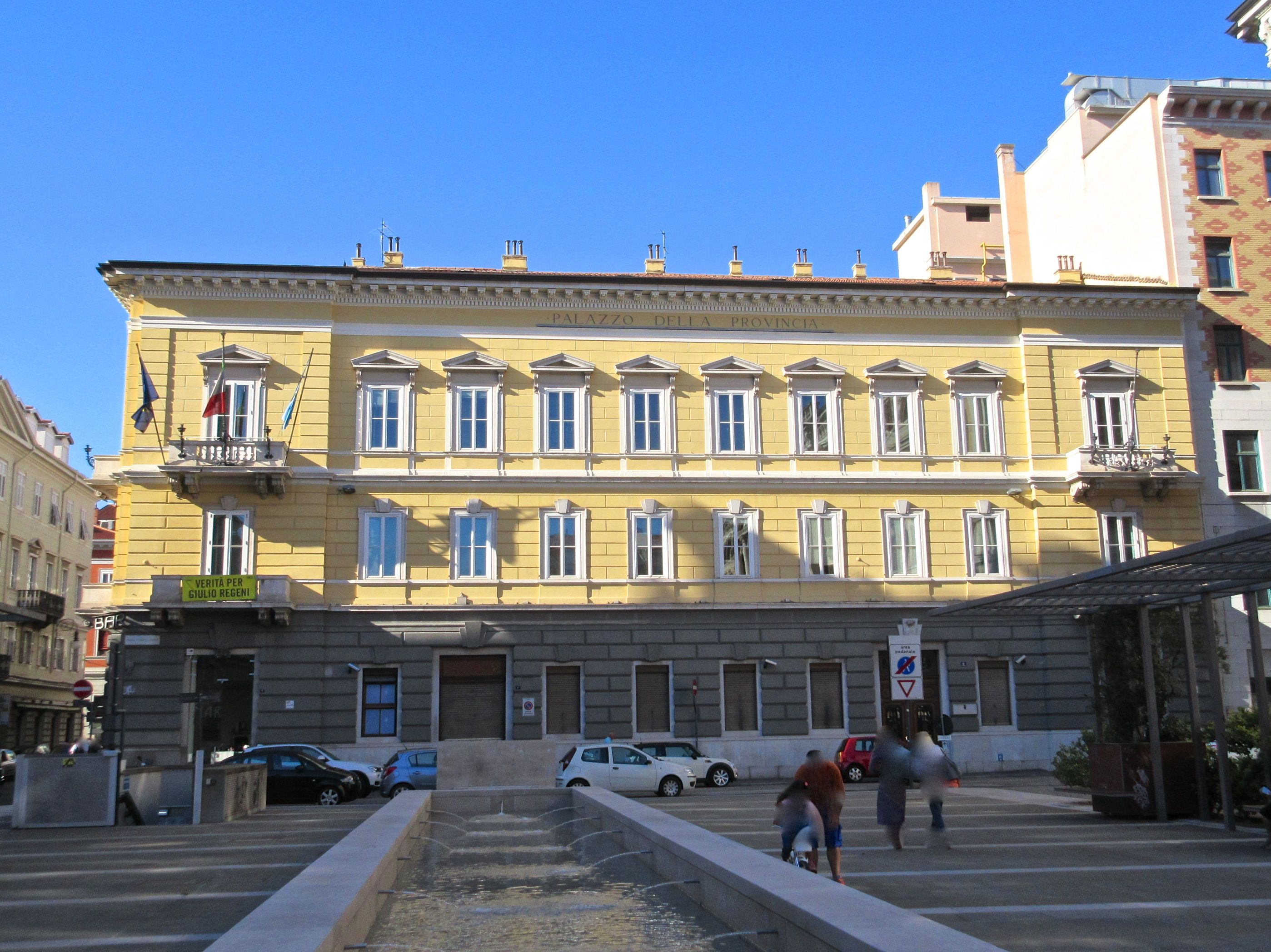
Palazzo Galatti in Triest

Der Palazzo Galatti, üblicherweise auch Palazzo della Provincia genannt, ist ein Palast aus dem 19. Jahrhundert in Triest in der italienischen Region Friaul-Julisch Venetien. Das Gebäude liegt an der Piazza Vittorio Veneto 4, ist aber auch von der Via Roma, der Via Galatti und der Via della Geppa aus zugänglich.

## Geschichte und Nutzung
Den Palast ließ Giorgio Galatti in den Jahren 1895–1897 unter der Leitung des Architekten Carlo Cambiagio erbauen.
Bis zum 30. September 2017 war dort der Sitz der Provinz Triest. Dann wurde diese Einrichtung abgeschafft. Dann fiel der Palast nach der Verordnung L.R. 26/2014 (Riordino del sistema Regione – Autonomie Locali nel Friuli Venezia Giulia. Ordinamento delle Unioni territoriali intercomunali e riallocazione di funzioni amministrative. dt.: Neuordnung des Systems der Regionen und der örtlichen Autonomien in Friaul-Julisch Venetien. Organisation der zwischenkommunalen Territorialeinheiten und Neuverteilung der Verwaltungsfunktionen) an die Region Friaul-Julisch Venetien. Dort sind zurzeit die Büros der Präsidentschaft, der Sozialdienste und -politik und des Gebäudes der Höheren Schule der Unione Territoriale Intercomunale Giuliana untergebracht.

## Beschreibung
Der Palast mit seinen drei Fassaden hat drei Vollgeschosse und ein Dachgeschoss. Die Fassaden sind mit Bossenwerk verkleidet, das Erdgeschoss ist dunkelgrau, die oberen Geschosse sind gelb gestrichen. Alle Stockwerke sind mit Reihen rechteckiger Fenster versehen, die im ersten Obergeschoss haben Rahmen mit Tympana. Die Ecken des Gebäudes springen leicht vor. Dort sind im ersten Obergeschoss auch monumentale Steinbalkone angebracht, die jeweils von einem Paar Voluten gestützt werden.